# Junior-VM i orientering 2012
Junior-VM i orientering 2012 var den 23. udgave af juniorverdensmesterskabet i orientering. Det fandt sted fra den 6.-14. juli 2012 i Košice, der er den næststørste by i Slovakiet.